# Musella
Musella là một chi hiện đã biết, chứa một hay hai loài (Musella lasiocarpa, M. splendida) trong họ Chuối (Musaceae) có nguồn gốc ở vùng đông nam châu Á, bao gồm cả tây nam Trung Quốc (các tỉnh Vân Nam và Quý Châu), Việt Nam, Lào và Myanmar. Sự phân loại này đã và vẫn tiếp tục gây ra nhiều vấn đề cho các nhà phân loại học và địa vị của nó vẫn còn có mâu thuẫn ít nhiều.
Loài thực vật này về hình thức lần đầu tiên được Adrien René Franchet đặt tên năm 1889. Ông đặt nó vào chi Musa, với danh pháp Musa lasiocarpa, nhưng cho rằng nó đủ khác biệt với các loài Musa đã biết để đặt nó trong tổ (sectio) mới do ông tạo ra là Musella.
Năm 1947, Ernest Entwistle Cheesman đã kiểm tra các mẫu cây ở Kew và với các chứng cứ tìm thấy, ông đã bình luận rằng "Nó có thể là bất cứ thứ gì, nhưng có lẽ không phải là Musa, theo nghĩa đen", và tuy thế nhưng ông lại tách nó ra để cho vào chi Ensete. Trong khi lưu ý rằng nghiên cứu sâu hơn nữa có thể tìm thấy là loài thực vật này đại diện cho một chi mới thì Cheesman lại tạo ra tổ hợp Ensete lasiocarpum khi rà soát lại chi Ensete trong các văn bản của ông vào năm 1947 (in năm 1948).
Norman Simmonds (1962) đã không đồng ý với Cheesman, mặc dù ông đã biết rằng biểu hiện bề ngoài của loài cây này rất giống với các loài của chi Ensete. Tuy nhiên, Simmonds cũng lưu ý rằng "cấu trúc bao hoa (của nó) là tương tự như của Musa" và "các đặc trưng bao hoa là chẩn đoán quan trọng về chi". Mặc dù rõ ràng là ông trên thực tế chưa nhìn thấy mẫu cây còn sống, nhưng Simmonds vẫn thích gọi nó là Musa lasiocarpa.
Các nhà phân loại học khác cho rằng loài cây này là bất thường đối với cả Musa và Ensete. Năm 1978,  Li Hsi-Wen (李锡文, Lý Tích Văn) nâng cấp tổ Musella thành chi độc lập cùng tên, dựa theo tên gọi được công bố không hợp lệ trước đó của Wu C. Y.. John Kress tại Viện Smithsonia có (chưa công bố) các dữ liệu về hình thái học và phân tử để củng cố địa vị của Musella như là một chi riêng rẽ. Sự xuất bản của công trình có tuyên bố rõ ràng này hiện vẫn còn phải chờ.
Năm 2004, một danh pháp loài mới cho chi Musella là Musella splendida, đã được miêu tả ở Việt Nam (công bố năm 2002 của Valmayor & Lê Đình Danh, 2002 là nom. inval., Valmayor & Lê Đình Danh, 2004), nhưng hiện tại Plants of the World Online cho rằng nó chi là đồng nghĩa muộn của Musella lasiocarpa.